# روجر براون (رسام)
روجر براون (بالإنجليزية: Roger Brown)‏ هو رسام وفنان أمريكي، ولد في 10 ديسمبر 1941، وتوفي في 22 نوفمبر 1997 في أتلانتا في الولايات المتحدة.

## وصلات خارجية
- روجر براون على موقع الموسوعة البريطانية (الإنجليزية)